# René Marc
René Marc ou René-Marc est un acteur et parolier français. Habitué des petits rôles au cinéma et à la télévision, il a également prêté sa voix aux doublages de films d'animation Disney à la fin des années 1940.

## Théâtre
- 1934 : La Pucelle de France de Saint-Georges de Bouhélier, Théâtre national de l'Odéon : Pierrot
- 1944 : Dom Juan de Molière, mise en scène Jean Vilar, théâtre La Bruyère : La Ramée
- 1945 : La Huche de Claude Orval et La Marque de la bête de Rudyard Kipling[1], mise en scène Camille Choisy, théâtre du Grand-Guignol
- 1945 : La Maison de l'estuaire de Percy et Denhamn mise en scène Jacques Valois, théâtre de l'Humour
- 1964 : Croque-monsieur de Marcel Mithois, mise en scène Jean-Pierre Grenier, théâtre Saint-Georges : l'Ambassadeur

## Filmographie

### Cinéma
- 1947 : Mandrin de René Jayet
- 1947 : Quartier chinois de René Sti
- 1948 : Le Secret de Monte-Cristo d'Albert Valentin : le médecin
- 1948 : Deux du Queyras, court métrage de Georges Meunier
- 1949 : L'échafaud peut attendre d'Albert Valentin : un agent de police
- 1949 : Ma tante d'Honfleur de René Jayet : un gendarme
- 1949 : Piège à hommes de Jean Loubignac :
- 1949 : Un fin limier, court métrage de Georges Jaffé
- 1950 : Envoi de fleurs de Jean Stelli : un membre du Chat noir
- 1952 : Les Surprises d'une nuit de noces de Jean Vallée
- 1953 : Quitte ou double de Robert Vernay : un employé de Radio-Luxembourg
- 1954 : Faites-moi confiance de Gilles Grangier : Gregory (non crédité)
- 1958 : Le Piège de Charles Brabant
- 1960 : Recours en grâce de László Benedek : le commissaire de police
- 1973 : Les Vilaines Manières de Simon Edelstein : un technicien radio
- 1975 : Pas si méchant que ça de Claude Goretta
- 1976 : Histoire d'Q de David Khan : Stein
- 1977 : Turbulentes filles volages de David Khan
- 1981 : L'Ogre de Barbarie de Pierre Matteuzzi : le pasteur
- 1982 : Hécate, maîtresse de la nuit de Daniel Schmid : le ministre

### Télévision

#### Téléfilms
- 1960 : Quelle époque ! de Michel Ayats : le docteur
- 1978 : La Nasse de Pierre Matteuzzi :
- 1980 : Talou de Jean-Louis Roy :
- 1982 : La Chambre d'Yvan Butler : Wahlpole

#### Séries télévisées
- 1960-1965 : Les Cinq Dernières Minutes de Claude Loursais : 
  - épisode Au fil de l'histoire (1.14) : M. Thomery
  - épisode Le Dessus des cartes (1.17) : Thomas
  - épisode Cherchez la femme (1.20) : un employé de la fourrière
  - épisode C'était écrit… (1.20) : Cazeneuve
  - épisode Des fleurs pour l'inspecteur (1.36) : Cazeneuve
- 1966 : L'Âge heureux de Philippe Agostini
- 1967 : Vidocq de Marcel Bluwal et Claude Loursais, épisode À vous de jouer, monsieur Vidocq ! (1.12) : le docteur
- 1972 : Les Dernières Volontés de Richard Lagrange de Roger Burckhardt :  M. Dudoyer
- 1973 : Le Temps de vivre, le temps d'aimer de Louis Grospierre : le chasseur
- 1976 : Le Village englouti de Louis Grospierre : le député
- 1977 : Les Années d'illusion de Pierre Matteuzzi :  Hedrich
- 1977 : Les Lettres volées de Pierre Goutas : le gendarme
- 1978 : Docteur Erika Werner de Paul Siegrist : le greffier (2 épisodes)
- 1978 : Jean-Christophe de François Villiers : un médecin
- 1980 : Les Dames de cœur, épisode Le Gang du troisième âge (1.3) de Paul Siegrist : le greffier

## Doublage

### Cinéma
- 1944 : Les Trois Caballeros : narrateur Le Pingouin à sang froid et Las Posadas (1er doublage)
- 1946 : Les Enchaînés : Walter Beardsley (Moroni Olsen)
- 1947 : Coquin de printemps : Edgar Bergen (1er doublage)
- 1948 : Mélodie Cocktail : narrateur (1er doublage)
- 1950 : Cendrillon : le prince (dialogues, 1er doublage)

Source : Dans l'ombre des studios.

## Chansons
- Valse des montagnes (1954), paroles de Jean Grelbin et René-Marc, musique d'Augusto Baldi et Tony Murena
- Hector est fort occupé (1956), paroles de René-Marc, musique de Jerry Joyce
- Nous avons dit oui (1956), paroles de René-Marc, musique de Guy Singer